# Antoine Quinquet
Pour l’article homonyme, voir Bernard Quinquet.
Antoine Quinquet, né à Soissons le 9 mars 1745 et mort à Paris le 26 août 1803, est un pharmacien français.

## L'apothicaire
Il devint en 1760 apprenti apothicaire à Soissons, puis travailla à Paris, avant de s'installer à son compte rue du Marché-aux-Poirées en 1779.

## L'inventeur du quinquet à huile
Il participa, en 1783, avec Ami Argand, à la construction du ballon présenté au roi par Jacques-Étienne Montgolfier.
Il s'intéressa aux perfectionnements de l'éclairage dès 1783 : il ajouta à la lampe à huile d'Argand une cheminée de verre et vendit alors la lampe sous son nom. Flaubert cite cet éclairage, passé dans l'usage comme nom commun, dans son roman Madame Bovary, Emile Zola dans Thérèse Raquin, ainsi que Balzac dans le Père Goriot : "des quinquets d'Argand où la poussière se combine avec l'huile  .
Louis Aragon l'évoque également dans la "Semaine Sainte" (chapitre III): "sans doute, dans les galeries du pourtour, éclairées avec les lampes à huile de M.Quinquet..."
Il s'intéressa en outre au magnétisme, à la minéralogie et à la formation de la grêle, et devint, en 1794, pharmacien en chef de l'hôpital national.

## Source
- Les apothicaires du XVIIIe siècle